# 美津井祐子
美津井 祐子（みつい ゆうこ、本名および旧芸名：安渡林 まり（あんとりん - ）、1965年2月10日 - ）は、日本の元女優。NAC、東映俳優センターに所属していた。
東京都出身。桐朋学園大学短期大学部卒業。

## 来歴・人物
NACタレントセンター出身。10代より『マー姉ちゃん』『GOGO! チアガール』などのテレビドラマや各社のCMに出演。
1987年には、特撮テレビドラマ『超人機メタルダー』に美人秘書K役でレギュラー出演した。『メタルダー』で共演した妹尾青洸は美津井について「シャキシャキしてお姉さんっぽかった」と評している。

## 出演

### テレビドラマ
- 連続テレビ小説 / マー姉ちゃん（1979年、NHK）
- GOGO! チアガール（1980年 - 1981年、TBS）
- 科学戦隊ダイナマン 第11話「魚が人間を襲う日」（1983年、ANB） - 人魚 役
- 痛快あばれはっちゃく 第12話「あばれ荷物だマルヒ作戦」（1983年、ANB）
- メタルヒーローシリーズ（ANB）
  - 巨獣特捜ジャスピオン 第10話「女スパイを連れた古代怪魚」（1985年） - アマゾネス1号 役
  - 超人機メタルダー（1987年 - 1988年） - 美人秘書K 役
- 特捜最前線 第428話「追跡・ラブホテルの目撃者!」（1985年、ANB）
- 太陽にほえろ!（NTV）
  - 第664話「マイコンがトシさんを撃った!」（1985年） - 香 役
  - 第689話「キラウェア・大追跡」（1986年） - モデルクラブの女 役
  - 第704話「未亡人は十八才」（1986年） - 松山優子 役
- 土曜ワイド劇場（ANB）
  - アスレチッククラブ華麗な女の斗い（1986年）
  - 美人殺しシリーズ 美人秘書殺し（1990年） - 秘書の瑠美 役
- 女ふたり捜査官 第18話「亭主の職業は泥棒だった」（1987年、ABC）
- はぐれ刑事純情派 第1シリーズ 第8話「赤い花が殺人を告発する」（1988年、ANB）
- 藤子不二雄の夢カメラ 第4話「恐怖カメラ」（1988年、CX）
- 花のあすか組!（1988年、CX） - 美容師 役
- 火曜サスペンス劇場（NTV）
  - 浅見光彦ミステリー 佐渡伝説殺人事件（1988年）- ホステス 役
  - 六月の花嫁 婚約解消殺人事件（1989年）
- 男と女のミステリー / ロマンスに弱いの（1989年、CX）

### 映画
- 電撃戦隊チェンジマン シャトルベース!危機一髪!（1985年、東映）

### その他のテレビ番組
- 11PM（YTV） - 火曜日オープニングガール

### CM
- ケンタッキーフライドチキン
- 牛乳石鹼
- TDK